# Csókavári-barlang
A Csókavári-barlang Magyarország megkülönböztetetten védett barlangjai között van. Ürömön, a Duna–Ipoly Nemzeti Parkban található. A barlang eléri a nyugalmi karsztvízszintet. A Pilisben két olyan barlang van, amely eléri a nyugalmi karsztvízszintet, a másik az Amfiteátrum-barlang. A hegység 8. legmélyebb barlangja. Az Amfiteátrum-kőfejtő hét barlangja közül a második leghosszabb és a második legmélyebb barlang az Amfiteátrum-barlang után. Több, régen különálló barlang összekötésével jött létre egy hatalmas és költséges, kármentesítési projekt során.

## Leírás
Üröm szélén, a település központjától délre, a Péter-hegy nyugati oldalán, a már nem művelt Amfiteátrum-kőfejtőben, amelynek a másik neve Csókavári-kőfejtő, lezárt magánterületen, a kőbánya alsó szintjén nyílnak a barlangnak a lezárt bejáratai. Az Ürömi Tanösvénynek az egyik állomása a kőfejtő. A barlang az Amfiteátrum 3. sz. barlang, az Amfiteátrum 4. sz. barlang, az Amfiteátrum 9. sz. barlang és a Porhintő-barlang nevű részekből áll. A Porhintő-barlangnak a felszíni bejárata a kőfejtő aljára levezető út mellett, az úttól öt méterrel magasabban, a kőbánya közepénél, a bányagödörnek az északnyugati oldalában, 168 méter tengerszint feletti magasságban van. Ez az alig embernyi méretű bejárat csak sziklamászással érhető el. A másik három barlangnak a kőfejtő alján, a kőbánya alsó szintjének a talpszintje közelében, egymás mellett vannak a felszíni bejáratai. Az Amfiteátrum 3. sz. barlang 154 méter, az Amfiteátrum 4. sz. barlang 152 méter tengerszint feletti magasságban nyílik. Az Amfiteátrum 4. sz. barlangnak a bejárata közelében, északra van a bejárata az Amfiteátrum 10. sz. barlangnak.
A Csókavári-barlang hévizek hatására, triász, dachsteini mészkőben alakult ki. Eléri 64 méter mélységben a nyugalmi karsztvíz szintjét és valószínűleg folytatódik a karsztvízszint alatt. A barlangban három szakaszt lehet megkülönböztetni a jellegeik és a képződményeik alapján. Egy körülbelül 30 fokos lejtésű rétegsík mentén jött létre a központi szakasz, amelyben nagy mennyiségű, szennyező anyag halmozódott fel, de ez később lényegében el lett távolítva belőle. Ez a barlangnak a legfiatalabb egységét alkotó, freatikus része. Erre a formakincse és a méretei utalnak. Ebben a részben kevés az ásványképződmény és ennek a résznek a falai oldásformákkal tagoltak. Ez a járatrendszer a képződésekor két, különböző korú barlangot keresztezett. A Fekete-szifon zónája a másik, a legidősebb szakasz. Itt a falaknak a fennőtt kalcitkristályokból álló gömbfelületei figyelhetők meg. Ebből a teremből lehet, hogy új járatok lennének felfedezhetők, de itt lett leállítva a barlang feltárása. A másik barlang, amelyet keresztezett a központi szakasz az a Porhintő-barlang.
A harmadik szakasz, a Porhintő-barlang egy jól látható vetőzónára illeszkedik és látványos kialakulású breccsa a befoglaló kőzetének a fő tömege, valamint oldásformákkal tagoltak a falai. Leginkább a felső, nagyobb és tiszta gömbfülkék falain vehető észre a breccsa. Egyre nagyobb mennyiségben fedik képződmények lefelé haladva a barlangban a kisebb aknatagok falait. Nincs átmenet a képződményeket tekintve a központi szakasznak és a Porhintő-barlangnak a kapcsolódó részén. A képződmények hiányoznak az átjáró egyik oldalán, az átjáró másik oldalán a falakat nagy tömbökben borsókő fedi. Sok borsókő található a Porhintő-barlangban. Gyakoriak benne a szép oldásformák és a gömbfülkék.
A két barlangrésznek, a Porhintő-barlangnak és a Csókavári-barlang többi részének különbözik a formakincse egymástól. A Porhintő-barlangra egy függőleges, legtöbbször változó szélességű hasadék a jellemző. A hasadékot a meleg vizeknek az oldó hatása szélesítette, majd később karbonátkiválások képződtek a hasadékban. A Csókavári-barlangnak a többi része egy nagy alapterületű rész és alacsony, szerteágazó járatokból áll. Ezek a járatok a kőzet dőlését követik. Termálkarsztos eredetű ez a rész is, mert a mennyezeten sok gömbfülke alakult ki. A legtöbb részében nincs képződmény. Csak az egyik végpontnál található több centiméter vastag, a sziklák élét lekerekítő kalcitkéreg és itt vannak néhány centiméteres, kalcit szkalenoéderek is. Ezeket feketés, valószínűleg producens baktériumok által termelt, mangános bevonat borítja.
A Csókavári-barlangnak a legértékesebb része a Porhintő-barlang hasadékának a Csókavári-barlang alsó szakaszából felfedezett része. Egy szűk, meanderszerűen kanyargó járat vezet ide. Friss vízmosások nyomai vannak a környékén, több helyen. A hasadékot elérve egy szűkületen kell lebújni és ezen át lehet egy lejtő aljú, tág hasadékba jutni. A hasadéknak a falát mindenhol nagyon látványos karbonátkiválások, hófehér, közönséges borsókövek fedik, amelyeknek a hegyére néhány centiméteres, fejlődő függőcseppkövek rakódtak le. A hasadékban aragonit kristálypamacsok figyelhetők meg több helyen. A feltáráskor gázmasszával szennyezett, agyagos üledéket találtak itt, amelyet a vízfolyások hordtak be. Az üledéknek a felszínén cseppkőszerű, de puha, vöröses és zöldes lefolyások voltak. Az út lefelé a körülbelül 10 köbméternyi, veszélyes anyag eltávolítása után vált szabaddá.

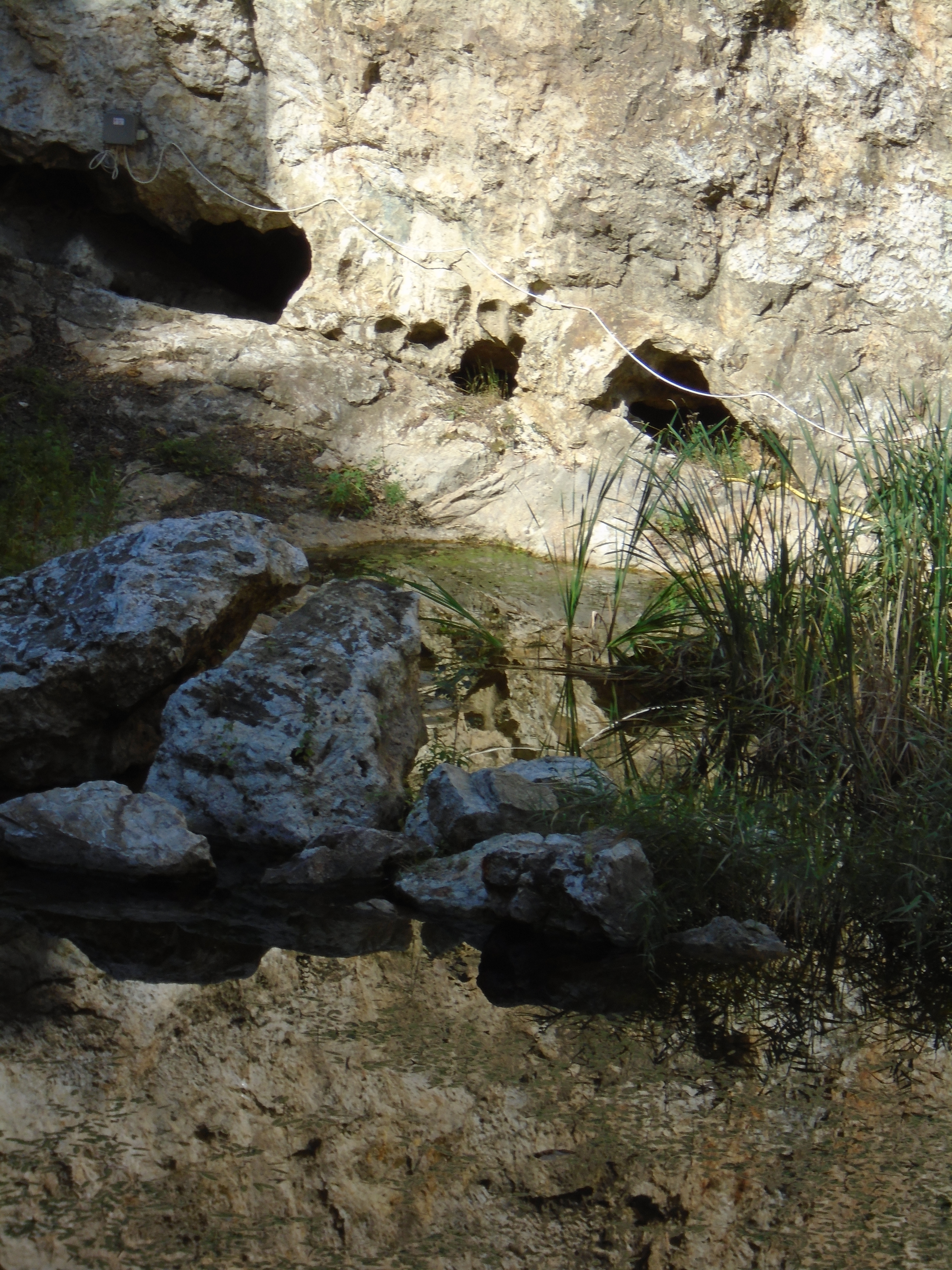
Az Amfiteátrum 3. sz. barlang nagy bejárata balra, az Amfiteátrum 9. sz. barlang két kisebb bejárata jobbra látható

A kőbányában lerakott gáztisztító masszával szennyezett agyagot a beszivárgó víz a barlangba szállította és ez a környezetre ártalmas agyag töltötte ki sokáig, sokszor légrés nélkül az alsó szinten lévő járatokat. A barlangban alig van oldási maradék a szennyezett agyagon kívül. Csupasz szikla alkotja a járattalpat. Az alsó szint járataiban nem lehet felállni, mert kicsi, egy méternél alig magasabb a járatok belmagassága. Az alaprajzi barlangtérkép megtévesztő, mert a lapos és széles járatok úgy tűnnek a barlangtérképen, mintha termek lennének. A járatok többször elágaznak, szűkülnek, több útvonalon is el lehet érni egy-egy helyet. Valószínűleg még nincs feltárva a teljes barlang. Sokszor előfordult a feltáráskor, hogy nyílt járatot találtak a nagyon szűk részek után. A járatsűrűséget és a rétegdőlést figyelembe véve lehet, hogy az 500 méteres hosszt is eléri a barlang. A végpont körülbelül 20 méterrel a karsztvíz szintje felett található.
A lezárt kőbányába a bejutást az ürömi jegyzőnél, vagy az Ürömi Baráti Társaságnál lehet intézni. A Csókavári-barlang a Duna–Ipoly Nemzeti Park Igazgatóság engedélyével látogatható. A kármentesítés ellenére is csak vegyvédelmi öltözet, saválló kesztyű és megfelelő szűrőbetéttel ellátott gázmaszk viselése ajánlott a barlangnak a bejárásához. Csak a Porhintő-barlangnak a felső szakasza járható biztonságosan védőfelszerelés nélkül. Csak akkor járható a karsztvízszintig vezető aknasor, ha egy nagy teljesítményű ventilátor van szerelve az esővíz levezető csatornának a külső nyílására. A ventilátornak a mélyben felgyülemlett gázokat két napig kell szívnia. A levegő összetétele gázanalizátorral ellenőrizhető a ventilátornál.
A Pilisben két olyan barlang van, amely eléri a nyugalmi karsztvízszintet, a másik az Amfiteátrum-barlang. A hegységnek a nyolcadik legmélyebb barlangja. Az Amfiteátrum-kőfejtő hét barlangja közül a második leghosszabb és a második legmélyebb barlang az Amfiteátrum-barlang után. Ürömön az egyetlen megkülönböztetetten védett barlang.
2011-ben volt először Csókavári-barlangnak nevezve a barlang az irodalmában. Előfordul a barlang az irodalmában 3.sz. barlang (Kárpát, Sághi 1991), III. sz. barlang (Horváth 1967), IV. sz. barlang (Horváth 1967), Amfiteátrum 3-as barlang (Szabó 2011), Amfiteátrum 3. barlang (Kárpát 1992), Amfiteátrum 3 sz. alsó barlang (Kárpát 1992), Amfiteátrum 3. számú barlang (Nagy, Szabó 2011), Amfiteátrum 3.sz.barlang (Kárpát 1992), Amfiteátrum III.sz. barlang (Bertalan 1976), Amfiteátrum 4-es barlang (Szabó 2011), Amfiteátrum IV.sz. barlang (Bertalan 1976), Amfiteátrum 7. sz.-barlang (Sásdi 1997), Amfiteátrum 9-es barlang (Szabó 2011), Amfiteátrum-barlang (Kerekes 1944), Amfiteátrum barlang (Horváth 1967), Amfiteátrum (Csókavár) 3.sz. barlang (Kárpát 1991), Amfiteátrum (Csókavár) 4.sz. barlang (Kárpát 1991), Amfiteátrumi 3. sz. barlang (Kordos 1984), Amfiteátrumi 4. sz. barlang (Kordos 1984), Csókavári-barlangrendszer (Slíz 2014), Porhintő-barlang (Kocsis 1997) és Ürömi amphitheatrum barlangja (Leél-Őssy 1958) neveken is.
Az Amfiteátrum 3. sz. barlangnak a névváltozatai a 3.sz. barlang, a III. sz. barlang, az Amfiteátrum 3-as barlang, az Amfiteátrum 3. barlang, az Amfiteátrum 3 sz. alsó barlang, az Amfiteátrum 3. számú barlang, az Amfiteátrum 3.sz.barlang, az Amfiteátrum III.sz. barlang, az Amfiteátrum-barlang, az Amfiteátrum barlang, az Amfiteátrum (Csókavár) 3.sz. barlang, az Amfiteátrumi 3. sz. barlang és az Ürömi amphitheatrum barlangja nevek. Az Amfiteátrum 4. sz. barlangnak a névváltozatai a IV. sz. barlang, az Amfiteátrum 4-es barlang, az Amfiteátrum IV.sz. barlang, az Amfiteátrum (Csókavár) 4.sz. barlang és az Amfiteátrumi 4. sz. barlang nevek. Az Amfiteátrum 9. sz. barlangnak a névváltozata az Amfiteátrum 9-es barlang név. A Porhintő-barlangnak a névváltozata az Amfiteátrum 7. sz.-barlang név. A Csókavári-barlangnak a névváltozata a Csókavári-barlangrendszer név.

## Kutatástörténet

### 1944–2005
Az 1944. évi Földrajzi Zsebkönyvben meg van említve, hogy az ürömi Amfiteátrum-barlang hévizes eredetű. Az 1958-ban kiadott, Leél-Őssy Sándor által írt tanulmányban ismertetve van a barlang Ürömi amphitheatrum barlangja néven. A tanulmány szerint kb. 160 m tengerszint feletti magasságban, az Ürömön lévő félbehagyott nagy, amfiteátrumszerű kőfejtő alján található a barlang bejárata. A hévizes eredetű, vízszintes járatú kis barlang dachsteini mészkőben jött létre. A kb. 20 m hosszú barlang járatai annyira szűkek, hogy csak hason csúszva lehet bejárni a barlangot. A barlang hévizes keletkezését igazolják a nagyon porlódó mészkő és a barlangfalakon lévő pusztuló aragonitkristályok. Valószínűleg hévizes eredetűek a barlang közelében, a kőbánya falában megfigyelhető hatalmas kalcitkristályerek is. A tanulmányhoz mellékelve lett egy térképvázlat, amely a Kevély-hegycsoportot mutatja be. A térképvázlaton megfigyelhető az Ürömi amphitheatrum barlangja földrajzi elhelyezkedése. A rajzon és a szövegben 4-es számmal van jelölve a barlang.

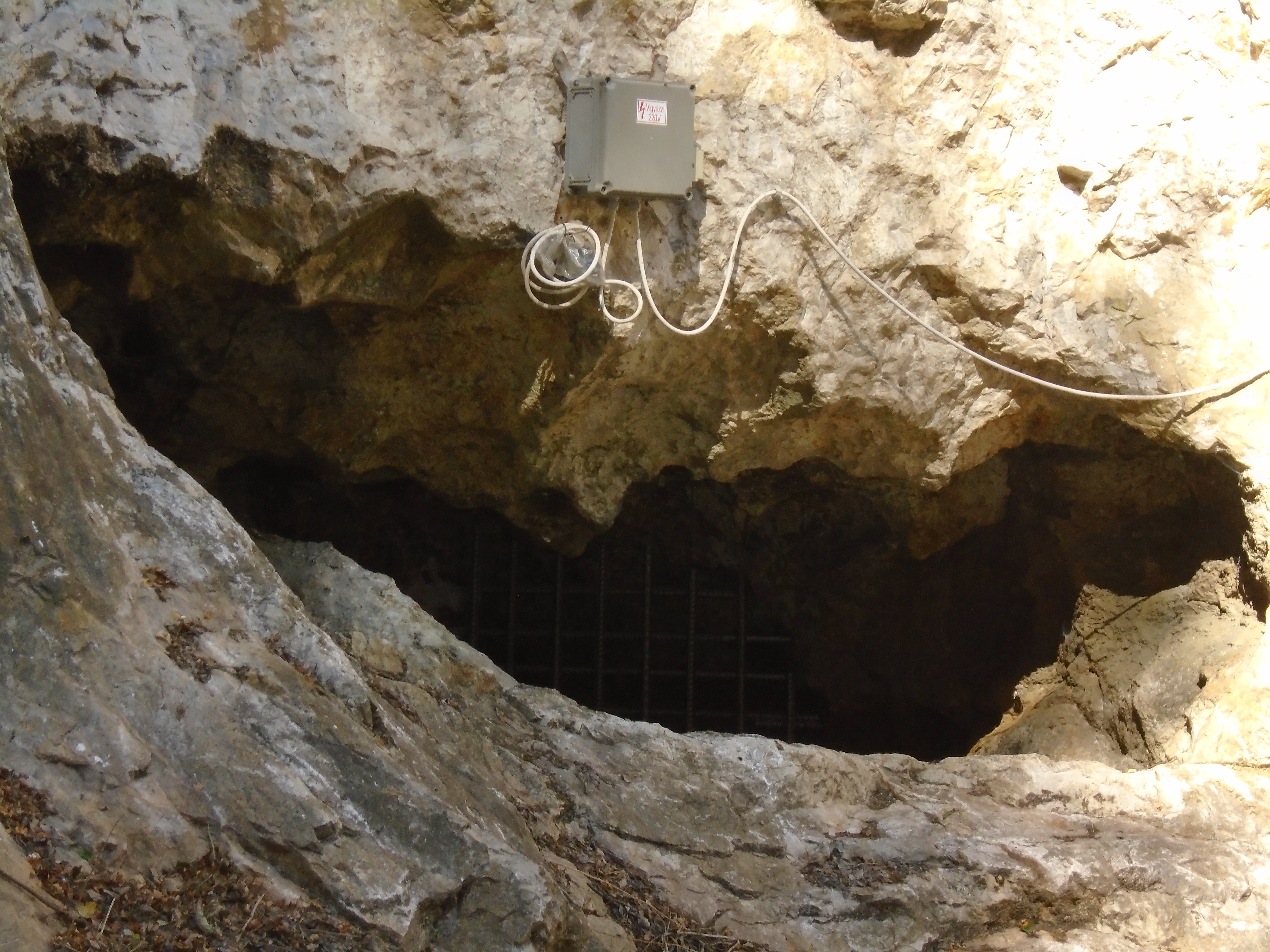
Az Amfiteátrum 3. sz. barlang bejárata

Az 1967. évi Karszt- és Barlangkutatási Tájékoztatóban az Amfiteátrum 2. sz. barlangról és az Amfiteátrum-barlang feltárásáról van szó. Bertalan Károly azt írta, hogy az Amfiteátrum III.sz. barlang, azaz az Amfiteátrum 3. sz. barlang szerepel a publikációban. A Horváth János által 1967-ben készített az Amfiteátrum kőfejtőt és barlangjait bemutató térképlapon jelölve van az Amfiteátrum 3. sz. barlang és az Amfiteátrum 4. sz. barlang helyszínrajzon, a kőfejtő alsó szintjének délnyugati oldalán. Az Amfiteátrum 3. sz. barlang III. sz. barlang néven van feltüntetve, amelynek másik neve Amfiteátrum barlang. Az Amfiteátrum 4. sz. barlang IV. sz. barlang néven van feltüntetve. A térképlapon látható az Amfiteátrum 3. sz. barlang alaprajz térképe és három keresztmetszete, valamint az Amfiteátrum 4. sz. barlang alaprajz térképe, hosszmetszet térképe és keresztmetszete. Az Amfiteátrum 3. sz. barlang alaprajz térképe alapján majdnem 20 méter hosszú. A térképlap szerint a kőfejtő leghosszabb barlangja. 1967 és 1976 között a kőbányában nagy mennyiségű veszélyes gáztisztító masszát helyeztek el és ebből az anyagból a lehajtó rámpa alatt nyíló barlangokba is nagy mennyiség jutott be.
Az 1974-ben megjelent, Pilis útikalauz című könyvben, a Pilis hegység és a Visegrádi-hegység barlangjainak jegyzékében (19–20. old.) meg van említve, hogy a Pilis hegység és a Visegrádi-hegység barlangjai között van az Amfiteátrum-barlangja. A Pilis hegység barlangjait leíró rész szerint az Ürömtől DK-re található félbehagyott, nagy amfiteátrumszerű kőfejtő alján van a bejárata egy kb. 20 m hosszú, minden bizonnyal hévizes kialakulású barlangnak, amely nagyon pusztul. Szűkek járatai, falain kalcitkristályok és borsókőszerű képződmények figyelhetők meg.
Az 1976-ban befejezett, Bertalan Károly által összeállított, Magyarország barlangleltára című kéziratban két különálló barlangként van leírva az Amfiteátrum 3. sz. barlang és az Amfiteátrum 4. sz. barlang. A Pilis hegységben, Ürömön, a Kevély-csoportban van az Amfiteátrum III.sz. barlang. Az Amfiteátrum kőfejtő talpszintjén, a kőbánya DNy-i oldalán, a Amfiteátrum IV.sz. barlangtól balra, DK-re 10 m-re van az alig 1 m magas bejárata. Kb. 13 m hosszú, 0,6–1,2 m magas, hévizes eredetű, kanyargós, dachsteini mészkőben keletkezett, lapos folyosó. Valószínűleg eltömte salaklerakással a gázgyár. A kézirat barlangra vonatkozó része 4 irodalmi mű alapján lett írva.
A Pilis hegységben, Ürömön, a Kevély-csoportban van az Amfiteátrum IV.sz. barlang. Az Amfiteátrum kőfejtő talpszintjén, az Amfiteátrum III.sz. barlangtól jobbra, ÉNy-ra 10 m-re van bejárata, amely egy lapos hasadék. A dachsteini mészkőben kialakult hasadékbarlang 6 m hosszú és 2 m mély. Valószínűleg eltömte a gázgyár salaklerakással. A kézirat barlangra vonatkozó része 1 kézirat alapján lett írva. Az 1984-ben megjelent, Magyarország barlangjai című könyv országos barlanglistájában szerepel a Pilis hegység barlangjai között a két barlang Amfiteátrumi 3. sz. barlang és Amfiteátrumi 4. sz. barlang neveken. A listához kapcsolódóan látható a Dunazug-hegység barlangjainak földrajzi elhelyezkedését bemutató 1:500 000-es méretarányú térképen a két barlang földrajzi elhelyezkedése.

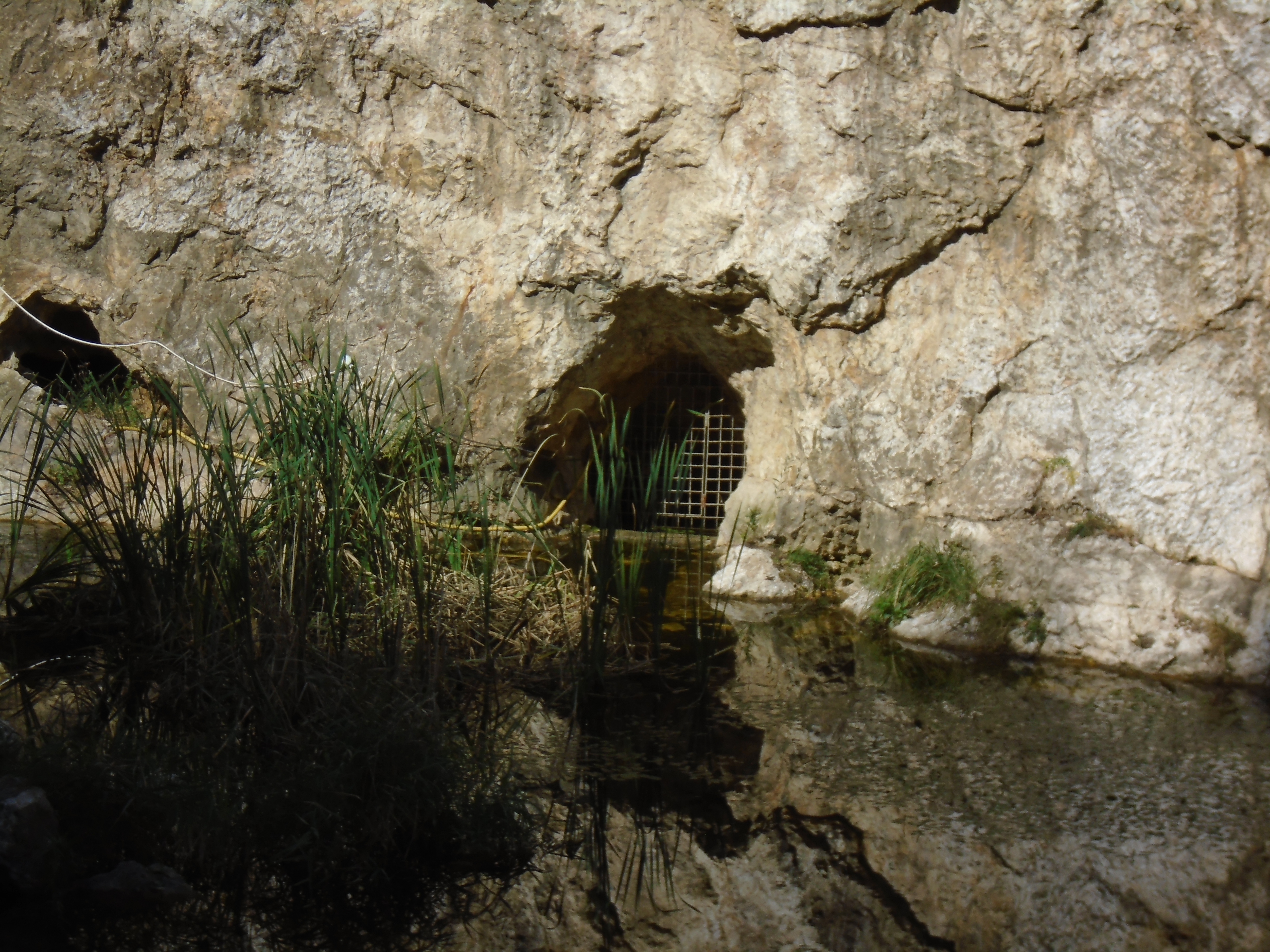
Az Amfiteátrum 4. sz. barlang bejárata

A Kárpát József által 1991-ben írt felsorolásában meg van említve, hogy az Amfiteátrum (Csókavár) 3.sz. barlang (Üröm) 3 m hosszú, nincs mélysége és a kézirat összeállításának idején nem volt kutatva. A kéziratban meg van említve az is, hogy az Amfiteátrum (Csókavár) 4.sz. barlang el van tömve. Az Acheron Barlangkutató Szakosztály 1991. évi jelentésében az van írva, hogy a csókavári 3.sz. barlangnak a bánya alsó szintjén, a régi levezető utat biztosító rámpán, a nyugati fal tövében van a bejárata. A körülbelül 2,5 méter hosszú, tipikus hévizes, keveredési korróziós barlangban nagyon szép oldásformák láthatók. A jelentéshez mellékelve lett a Csókavárnak egy 1:500 méretarányú helyszínrajza, amelyet Kárpát József készített és ennek a helyszínrajznak egy olyan változata, amely Sásdi László geológiai adataival ki van egészítve. A két helyszínrajzon jelölve van az Amfiteátrum 3. sz. barlang helye.
Az 1992. évi szakosztályi jelentésben az olvasható, hogy a szakosztály tagjai elkezdték 1992 februárjában a bánya alsó szintjén nyíló, kiöblösödő, gömbfülkeszerű, nagyon szép, oldásos formákat tartalmazó, valószínűleg hévizes eredetű, 1,5×2 méter átmérőjű, kis barlangból eltávolítani a kitöltést és hat méter mélységet értek el. Először csak tereprendezést végeztek a bontás területén, mert a kőfejtő aljában dúsan tenyésző, leginkább vadrózsából álló vegetáció akadályozta a továbbjutást. A következő alkalommal már volt elég hely a mozgáshoz és a kikerülő törmelék elviteléhez. Ekkor kezdődött a barlang igazi feltárása. A barlang első részében a gömbfülke talpszintje ökölnyi és babafej méretű sziklatörmelékből állt, majd ezt löszös jellegű, laza, száraz, könnyen kitermelhető agyag követte.

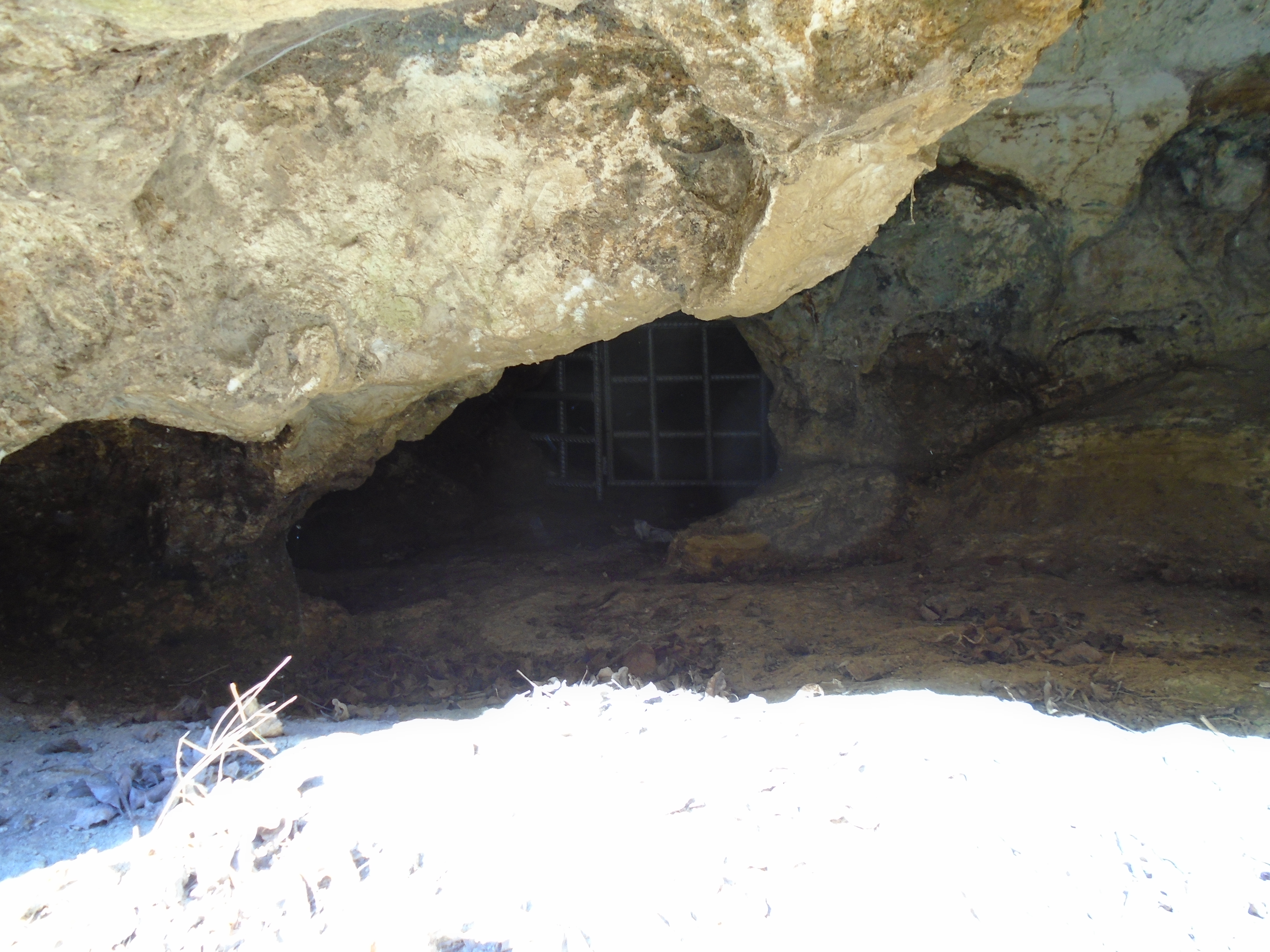
Az Amfiteátrum 9. sz. barlang lezárása

Ez a gyorsan és könnyen bontható réteg 40–50 centiméteres mélység elérése után nagyon nehezen kitermelhető, szürke, réteglaposan felszakadozó agyaggá alakult át. A gömbfülke falai kezdtek egyre jobban visszahajlani, zsákszerű üreget alkotva, a körülbelül egy méternyi mélység elérésekor. Ezt látva néhány tag abbahagyta a reménytelennek tűnő kutatást. Ezután a vízszintessé váló, szálkőzetből álló talpszint hirtelen folytatódott egy peremben kezdődő, gallérszerű aláhajlásban, amelyből néhány ásónyi agyagot eltávolítva egy tágabb, levegősebb terembe jutottak a kutatást folytatók. A következő hétvégén kezdték el a terem talpszintjének a mélyítését és a terem egyik oldalfalát alkotó agyagnak a bontását. Az agyagfal nagy meglepetést okozott, mert sokáig bontották, de mégsem tudták elérni a szálkőzetet. Sőt a stabil mennyezet is egyre inkább agyagból állt. Valószínűleg egy nagyméretű, feltöltődött teremnek az oldalsó, kis üregébe bontották be magukat.
A munkát azért hagyták félbe, mert az emelkedő hőmérséklet miatt egyre elviselhetetlenebbül bűzlött a kőfejtőben lévő, illegális szemétlerakó. Érdemes folytatni a bontását. A jelentésbe bekerült az 1991. évi helyszínrajz és egy nagyobb területet ábrázoló, Ürömöt és a környékét bemutató helyszínrajz. Ez utóbbi helyszínrajzon is jelölve lett a barlang helye. 1997. február 16-án Sásdi László és Babay Rita mérte fel a Porhintő-barlangnak egy részét, valamint a felmérés alapján és leírás alapján Sásdi László szerkesztett és rajzolt egy alaprajzi barlangtérkép-vázlatot, valamint egy hossz-szelvény barlangtérkép-vázlatot, amelyek 1:100 méretarányban készültek. A barlangtérkép-lapon meg van különböztetve a felmért rész és a leírás alapján rajzolt rész.
Az 1997. évi MKBT Műsorfüzetben napvilágot látott beszámoló szerint az Anubisz Barlangkutató Csoport tagjai tárták fel a Porhintő-barlangot a kőbánya oldalfalában nyíló gömbfülke talpszintjének átbontásával. A nagyon szűken kezdődő, majdnem függőleges járatban körülbelül 10 méteres szintkülönbséget megtéve a forráskürtő egy terem oldalára nyílt. A terem hat méter széles, körülbelül kilenc méter magas, gömbüstös főtéjű, nagyon látványos oldásformájú és jellegzetesen hévizes eredetű. Vastag, borsóköves lerakódás, valamint lenyűgöző gazdagságú és méretű, néhány helyen 8–10 centiméteres hosszúságot is elérő, hófehér, aragonitból álló tűkristály csoportok fedik a terem falait, leginkább az alsó zónában.

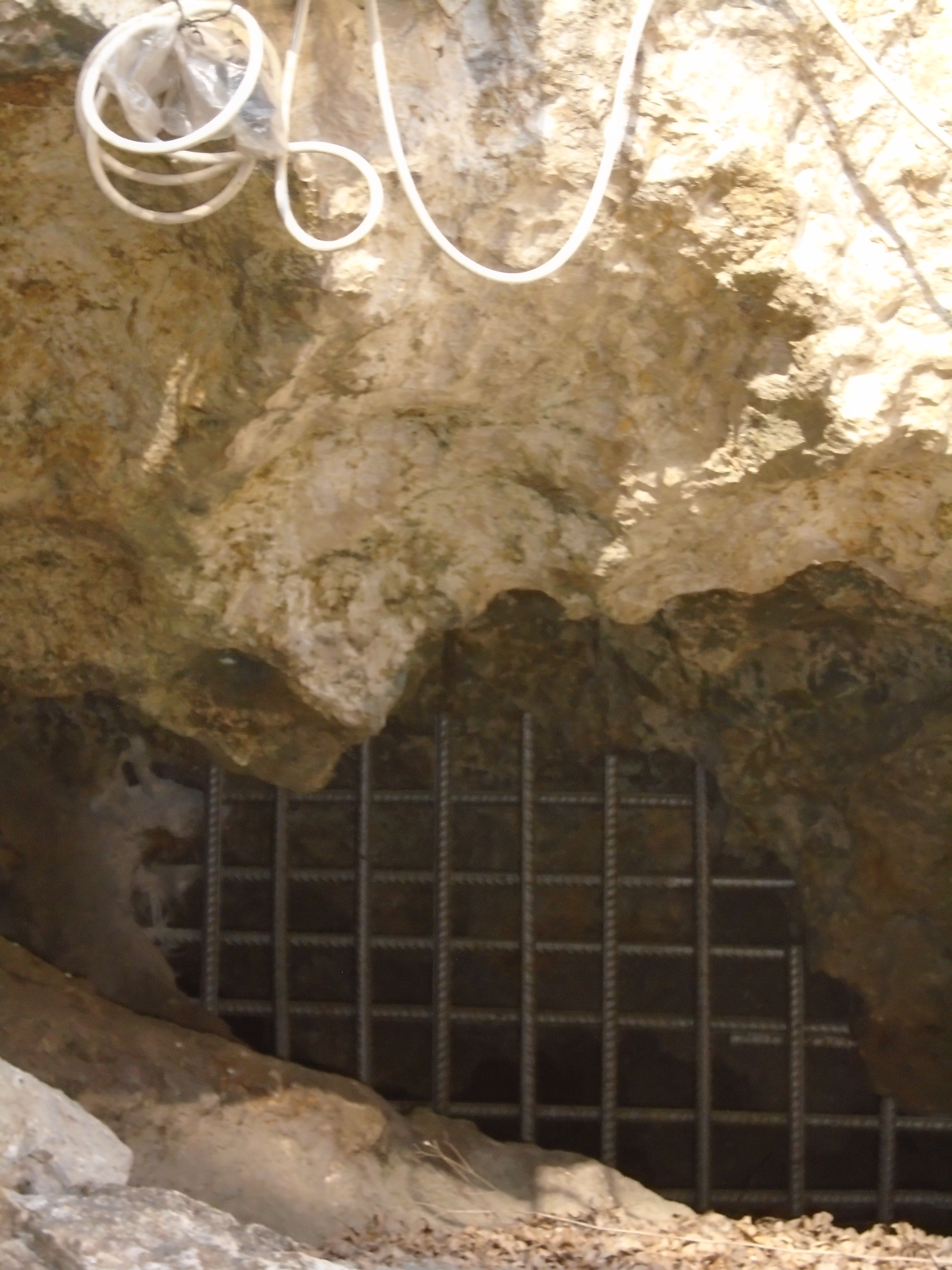
Az Amfiteátrum 3. sz. barlang lezárása

Egy újabb, kisebb terembe jutottak a terem talpszintjén nyíló, három méter mély aknán leereszkedve. Ebből a teremből egy akna nyílik, amely egy jelenleg ismeretlen mélységű és hosszúságú hasadékban folytatódik. Ebben a mélységben azonban a barlangban észlelhető szén-dioxid tartalom már eléri a 8,5%-ot, az oxigén tartalom pedig a 13%-ot nem haladja meg. A barlangnak az alsó, ismeretlen részébe életveszélyes lemenni. Sőt, ez biztos, hogy fulladásos halált okoz, mert 13–15% feletti szén-dioxid tartalomnál a felismerési reakció idejénél gyorsabban következik be az eszméletvesztés. 17% az oxigéntartalomnak az elviselhető, alsó értékhatára.
1998 februárjában Szabó Zoltán rajzolta meg a kb. 20 m mély Porhintő-barlang vázlatos, hossz-szelvény térképét. A térkép 1:150 méretarányban mutatja be a barlangot. Az 1998. évi MKBT Műsorfüzetben kiadott közleményben az olvasható, hogy 1997 decemberében értesítette Szabó Zoltánt, a Plózer István Víz alatti Barlangkutató Szakosztály tagját Kocsis András, az Anubisz Barlangkutató Csoport vezetője, hogy a Csókavár nevű kőfejtőben egy barlangot fedezett fel a csoport. A Porhintő-barlangnak elnevezett barlangban megpróbáltak továbbjutni a csoport tagjai, de a továbbjutás nem sikerült nekik a magas szén-dioxid tartalmú levegő miatt. Nyerges Attila, Szabó Zoltán és Kocsis Andrásék légzőkészülékekkel próbáltak meg túljutni a lezárt barlang végpontján.
A terv az volt, hogy a második teremből induló, ismeretlen hasadékba Nyerges Attila és Szabó Zoltán becsúszik, de a kanyargó járatban a csutorából kiesett az egyik reduktor. Egy használható készlet maradt. A csőbe lábbal előre kúszott be Szabó Zoltán. Nyerges Attila engedte Szabó Zoltán után egy kötéllel a levegőt, de a kis aknából már nem lehetett biztonságosan visszahúzni a palackot. Ezért kellett visszafordulni. Annyit tudtak megállapítani, hogy a bedobált kövek fennakadnak egy valószínűleg járhatatlanul szűk hasadékban. Tervezték, hogy befejezik a barlanghoz kapcsolódó, dokumentációs munkát és tervezték, hogy megfigyelik a végponton észlelt gázokat. A publikációhoz mellékelve lett az 1998-as vázlatos hossz-szelvény barlangtérkép.
A Plózer István Víz alatti Barlangkutató Szakosztály 1997. évi jelentésében bővebben le van írva az 1997. december 25-i barlangi expedíció. A jelentés szerint a barlangban lévő szén-dioxid valószínűleg nem a kőfejtőben felhalmozott gázgyári salakból származik, hanem geológiai eredetű a szén-dioxid jelenléte. A jelentésbe bekerült a barlang hossz-szelvény térképvázlata és egy rajz, amely az expedíció egyik pillanatát ábrázolja. 1998. május 14-től a környezetvédelmi és területfejlesztési miniszter 13/1998. (V. 6.) KTM rendelete szerint a Duna–Ipoly Nemzeti Park Igazgatóság illetékességi területén, a Pilis hegységben található Porhintő-barlang az igazgatóság engedélyével látogatható.
A 2000. évi Karsztfejlődésben lévő tanulmányban van egy ábra, amelyen látható a Pilis hegységben található néhány barlang és édesvízi mészkő előfordulás földrajzi elhelyezkedése. Az ábrán megfigyelhető, hogy a Porhintő-barlang (a rajzon Porhintő a neve) mekkora függőleges kiterjedésű és mekkora tszf. magasságban helyezkedik el. 2005. szeptember 1-től a környezetvédelmi és vízügyi miniszter 22/2005. (VIII. 31.) KvVM rendelete szerint a Duna–Ipoly Nemzeti Park Igazgatóság működési területén, a Pilis hegységben található Porhintő-barlang a felügyelőség engedélyével látogatható.

### 2006-tól
A Duna–Ipoly Nemzeti Park Igazgatóság működési területén, a Pilis hegységben elhelyezkedő, 4810/7 kataszteri számú Porhintő-barlang, 2006. február 28-tól, a környezetvédelmi és vízügyi miniszter 8/2006. KvVM utasítása szerint, megkülönböztetett védelmet igénylő barlang. 2007. március 8-tól a környezetvédelmi és vízügyi miniszter 3/2007. (I. 22.) KvVM rendelete szerint a Duna–Ipoly Nemzeti Park Igazgatóság működési területén lévő Pilis hegységben elhelyezkedő Porhintő-barlang az igazgatóság engedélyével tekinthető meg. 2010 februárjában ismét megnyílt az Amfiteátrum 3. sz. barlang bejárata a kőbánya kármentesítésekor. A környezetvédelmi hatóság a helyszínen terepszemlét tartott és a hatóság szerint a régi Amfiteátrum-barlang került elő. A hatóság a kőbánya kármentesítését végző konzorciumot az Amfiteátrum 3. sz. barlang kármentesítésére kötelezte, mert a barlangban még sok veszélyes anyag volt. 2010. júliusban három hét alatt majdnem húsz tonna masszát távolított el ebből a barlangból és az ettől a barlangtól néhány méterre megnyílt, három méter hosszú részén megtisztított Amfiteátrum 9. sz. barlangból a munkát végző cég.
2010 szeptemberében sikertelen volt a barlang átadása, mert a hatóság nagy mennyiségű szennyezőanyagot talált mind a két barlangban. Ekkor a barlangok megtisztításának a munkáját egy másik cég vállalta el és vette át. A mentesítésen innentől kezdve kezdtek el dolgozni barlangkutatók. A kutatást eleinte hat személlyel Nagy András és Szabó Zoltán vezette. Az új, előkerült barlangból nagy mennyiségű anyag lett eltávolítva, de a barlang végpontja nem lett elérve a munka elvégzésére megszabott egy hét alatt. Éjjel-nappal folyamatosan kellett folytatni a munkát, hogy az új határidőkre befejezzék a kármentesítést. Az Ariadne Karszt- és Barlangkutató Egyesület néhány tagja ekkor csatlakozott a munkához. Ebben az évben a bányatalpon található Amfiteátrum 9. sz. barlang és az Amfiteátrum 4. sz. barlang bejárata is megnyílt.

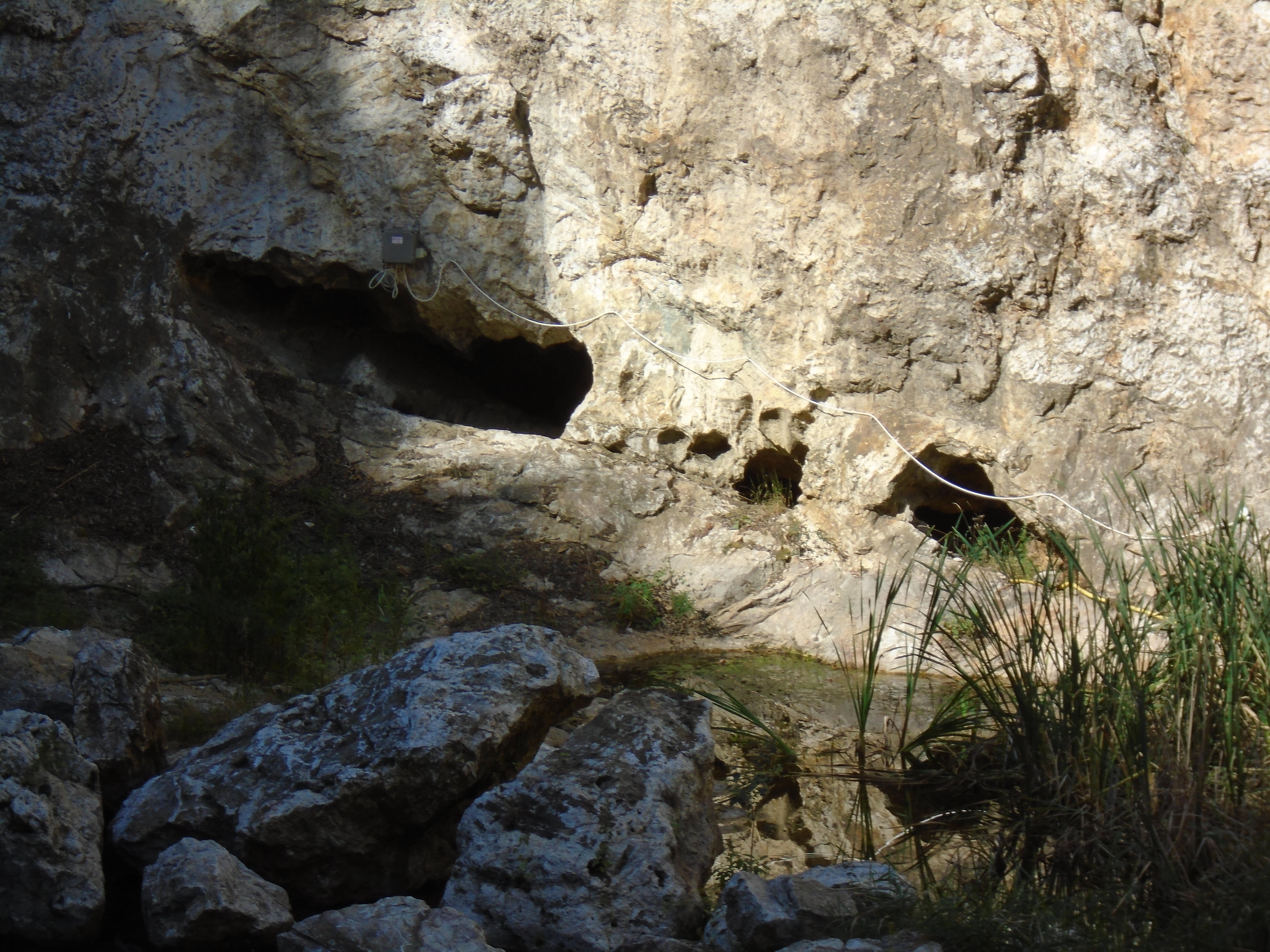
Az Amfiteátrum 3. sz. barlang nagy bejárata balra, az Amfiteátrum 9. sz. barlang két, kisebb bejárata jobbra látható

Gyorsan össze lett bontva az Amfiteátrum 3. sz. barlang és az Amfiteátrum 9. sz. barlang. A végpont befelé, nyugati irányba és észak felé kanyarodva folytatódott. 2010. szeptember 25-én egy gömbfülkét találtak a nyugati végponton. Ekkor azt remélték, hogy a járat felfelé folytatódik és légteres üregeket találva a masszát csak az aljzatról kell eltávolítani, de csak egy-két négyzetméteres volt a gömbfülke. Egyre pépesebb anyagtól kellett megtisztítani a barlangot a teljes szelvény kitakarításakor. A munka ekkor teljes vegyvédelmi felszerelésben, hatékonyabb, a körülményekhez alkalmazkodó szűrőbetétes álarc és félálarc alkalmazásával, valamint folyamatos szellőztetéssel lett végezve. Idővel létre kellett hozni a további munkához szükséges, megfelelő feltételeket. Erre először az esős idő megérkezése volt az ok. Az időjárás miatt nem volt megoldható az átöltözés, a raktározás és a csapadék befolyt a bejáratokon át, amelyből bent tavak lettek. Először a bejáratoktól a bányaperemre egy csillepálya készült. A bejáratok közelében az alapvető infrastruktúrát egy deszkából ácsolt, fedett pódium szolgáltatta. A munka ezek után folytatódhatott.
A Gépzsíros-terem nevet kapta a megnyílt gömbfülke, amely kapcsolódott egy új fülkéhez és lefelé folytatódott egy szűk átjáró után. Itt egy új termet kellett kitisztítani és később meredeken lefelé haladt a járat. Itt történt az első gázbetörés, az utólag Schwarzkopf-teremnek elnevezett részben. Menekülésre kényszerítette a bent dolgozókat a végponton keletkezett lyukból beáramló, nagy mennyiségű szén-dioxid. Másnap sűrített levegős légzőkészülékkel közelítették meg a végpontot és kiépítették a szellőzőrendszer csővezetékét a végpontig. Két nappal később sikerült eljutni a végpontig, addigra szellőzött ki teljesen a terem. Ekkora már olyan nagy volt a távolság a bejárattól, hogy megszakadt az élőlánc, ezért a bejárat közeléből északi irányba folytatódott a munka. Itt a járat több irányba haladt az első teremnek a kitakarítása után. A kőfejtőben a legmélyebben nyíló Amfiteátrum 4. sz. barlangot megközelítette ezek közül a járatok közül az egyik. Ennek eleinte nem volt nagy jelentősége, mert egy vízzel töltött, szűk csőben folytatódott az Amfiteátrum 4. sz. barlang bejárata. 2010. november elején lett a rendszer része ez a barlang és ennek nagy jelentősége volt, mert az addigi létszám már nem volt elég a kitermeléshez.

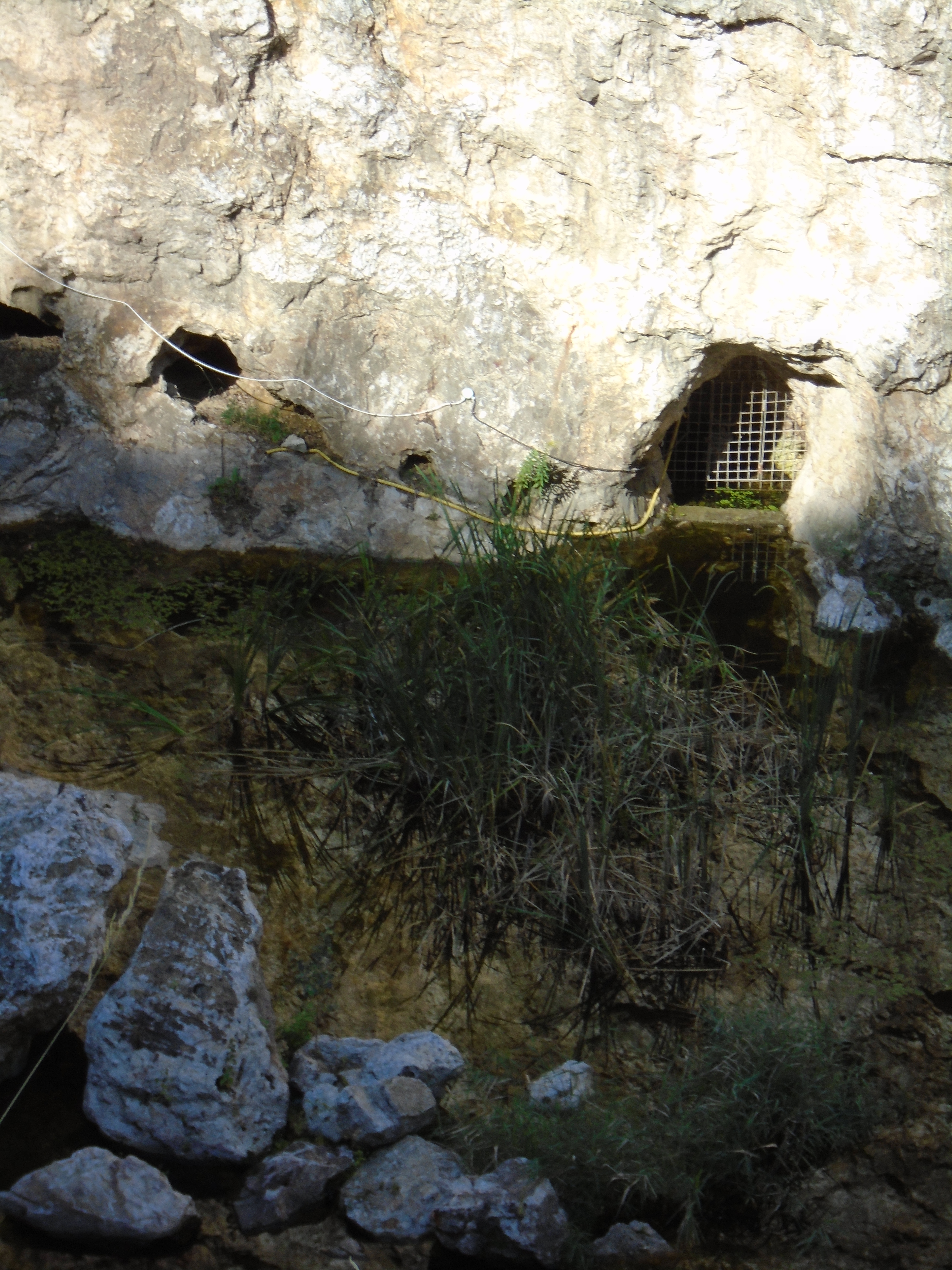
Az Amfiteátrum 9. sz. barlang két bejárata balra, az Amfiteátrum 4. sz. barlang jól láthatóan lezárt bejárata jobbra figyelhető meg

Az Amfiteátrum 4. sz. barlangnak járható méretűvé tágították szűk bejáratát és egy csúszdával hidalták át. 2010. november végére megint hosszú lett az élőlánc. Ekkor megint azt remélték a végpont állapota alapján, hogy befejeződik a munka. Úgy tűnt, hogy a bontókalapács mindenhol elérte a szálkőfalat a járat végén lévő teremben. Azonban három új járatkezdeményt bontott ki a következő műszakot kezdő személy. A munkának az egyik legnehezebb része volt az innen kezdődő, kanyargó rész feltárása. Most déli irányba folytatódott a Hörcsögvár. Egy új, nyílt tér meglétére egy új gázbetörésből következtettek. A kiszellőzés után állapították meg, hogy egy fél köbméteres üreg található itt, amelynek a falait szürkés és hófehér kristálypamacsok fedték. Majdnem teljesen kitöltötte a járatokat a szennyezőanyag, mert mindenhova bepréselődött a kőbányában több tíz méter vastagon felhalmozódott massza. Légteres üregek csak azokon a területeken maradtak, ahol a levegő megrekedt a gömbfülkékben.
2010. december végéig a barlangban több végponton tudtak dolgozni a Szörnyű-ág nevű részben, azonban mindenhol csak fekve, egyre nehezebb körülmények között. 2011. januárban új lendületet kapott a munka. Egy aránylag kényelmes lejtakna kezdődött a Kristályos-kupola nevű részből. A lejtakna össze lett bontva a Szörnyű-ággal és egy lapos, széles teremben folytatódtak az egyesített járatok. Itt egy helyen egy határozott vízelvezető járatot tudtak követni, ahol megfigyelhető volt az is, hogy egy látványos, korróziós csatornát hozott létre a masszából kioldódó, savas anyag a járatnak a talpszintjén.
A Hernyó-járat tisztítása is elkezdődött a Lapos-teremben folyó munkával párhuzamosan. A nyugati irányba kanyargó csőjárat körülbelül 25 méter után keresztezett egy breccsazónát és átlyukadt a végpont. Nem volt gázbetörés, helyette borsókővel fedett falakat találtak. Létrejött a régóta sejtett kapcsolat a Porhintő-barlanggal. Az Anubisz Barlangkutató Csoport kutatta az 1990-es évek elején a Porhintő-barlangot és a Porhintő-barlang mélypontján a levegő szén-dioxid tartalma 10% feletti volt, amely a továbbjutást megakadályozta. A Hernyó-járatból a Porhintő-barlang mélyponti hasadékának aljába sikerült jutni. Idáig is eljutott a massza, de csak a szabad légterű járatok alján. Egy új hasadékakna kezdődött a csatlakozási ponttól. Lefelé haladva megint rosszabb lett a levegő és ezért szellőztetni kellett.
2010. november 28-án Kovács Richárd és Szabó Zoltán mérte fel az Amfiteátrum 3. számú barlangot, amelynek az alapján 2011. január 8-án Nagy András és Szabó Zoltán rajzolt egy alaprajzi barlangtérképet kilenc keresztmetszettel, amely 1:50 méretarányban készült. A barlangtérképen az Amfiteátrum 3. sz. barlang, az Amfiteátrum 4. sz. barlang és az Amfiteátrum 9. sz. barlang van ábrázolva. A barlangtérképlap szerint az Amfiteátrum 3. számú barlang barlangkataszteri száma 4810-37, hossza körülbelül 138,934 méter, szintkülönbsége körülbelül 7,77 méter, magassága 0,259 méter és mélysége 7,511 méter. 2011. március 11-én fel lett mérve a Csókavári-barlang és a felmérés alapján szerkesztve lett a barlangról egy 1:125 méretarányú alaprajzi barlangtérkép három keresztmetszettel. A barlangtérkép-lap szerint körülbelül 260 méter hosszú és körülbelül -50 méter szintkülönbsége. A barlangtérképen az Amfiteátrum 10. sz. barlang is ábrázolva van. 2011 októberében Kovács Richárd és Szabó Zoltán mérte fel a barlangot és a felmérés alapján Szabó Zoltán rajzolt egy alaprajzi barlangtérképet, amely 1:50 méretarányban készült. A barlangtérképen az Amfiteátrum 3. sz. barlang, az Amfiteátrum 4. sz. barlang, az Amfiteátrum 9. sz. barlang, az Amfiteátrum 10. sz. barlang és a Porhintő-barlang van ábrázolva.

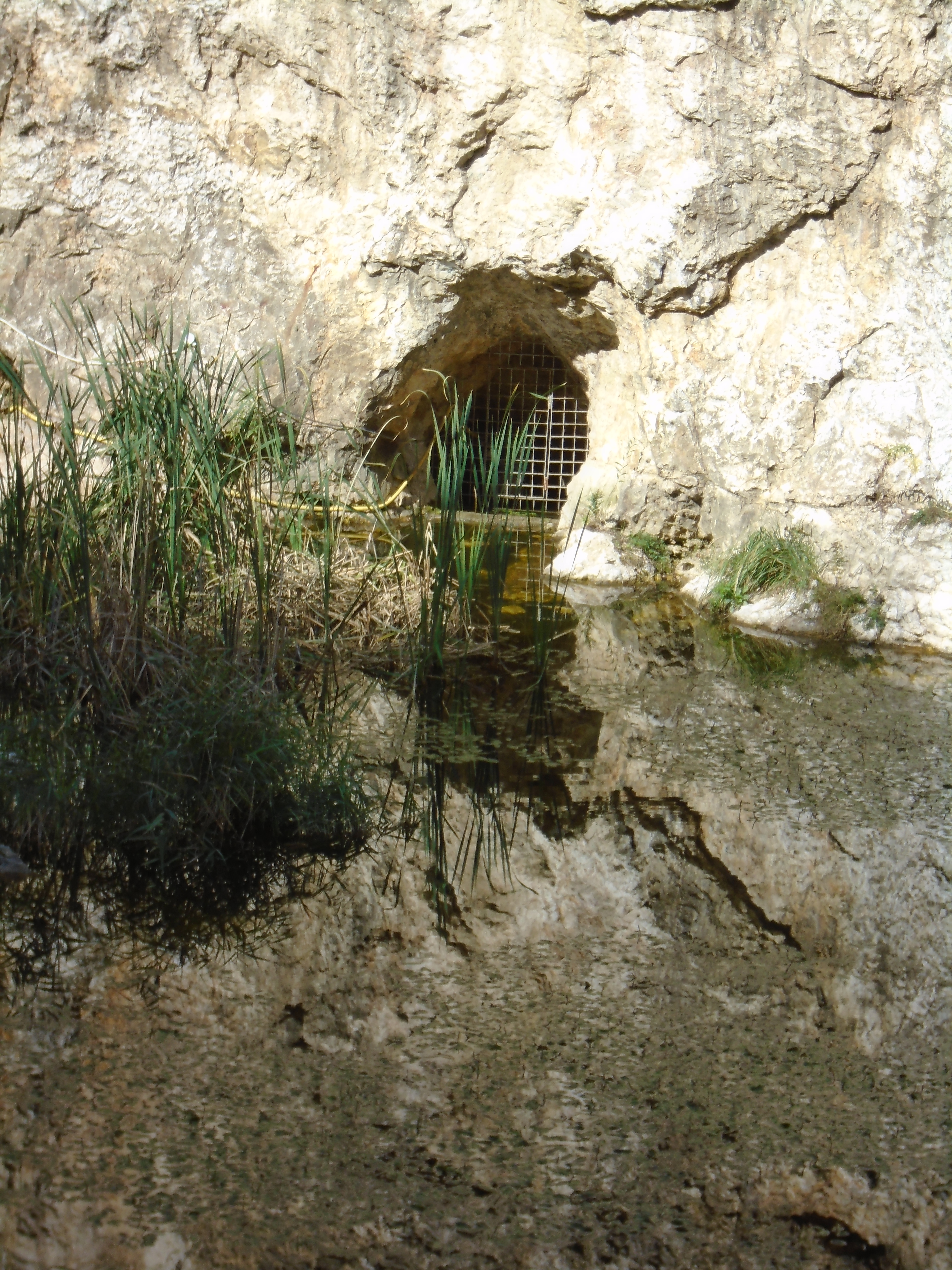
Az Amfiteátrum 4. sz. barlang bejárata

2011. február közepén a kiszellőztetett Porhintő-barlangban, miután egy szűkület át lett vésve, feltárult egy több, mint 10 méter mély, tág akna. Ritka, szép, víztiszta és hófehér ásványi képződmények fedik a falakat az akna aljához közel. Találtak egy szűk részt az akna alján, amely megint lassította a feltárást. Majdnem egy baleset történt a szűk résznek az átbontása közben. Megrogyott az álfenék az egyik kutató alatt. A szűkület után egy új akna tárult fel, amelyben majdnem tíz másodpercig pattogott lefelé a bedobott kő, de a bejáráshoz túl alacsony volt a levegőnek az oxigéntartalma. Valószínűnek tartották, hogy a barlangok összekapcsolása miatt kialakult, természetes szellőzés következtében egy idő után minden bizonnyal teljesen átszellőzik az aknarendszer, mert a gázzal teli aknasor felett húzza ki a levegőt a Porhintő-barlangnak a kéményhatása. Emiatt átmenetileg abbahagyták itt a munkát és a barlangnak az északi végpontján folytatták a rájuk bízott takarítást. Itt egy tipikus, fekete masszával töltött átjáró után kibontottak egy kis termet, amelyből lefelé indult egy keskeny csőjárat.
A bontáskor itt is megnyílt egy levegős, illetve gázzal teli üreg, amelynek a végét lezárta egy fekete szifon. Kiszivattyúzták belőle a vizet és fűrészporral itatták fel a híg masszát. Teljes szelvényben fekete masszával volt töltve a terem alja. A teremben nagy ásóval, állva tudtak dolgozni. A zöldhatóság utasítására le kellett állítani ekkor a kitermelést. Az utasítás szerint a további munka csak a még káros anyaggal töltött végpontok elzárására korlátozódhatott. Szerencsére közben alkalmuk volt kutatni a karsztvízszinthez vezető járatokat. Még 2011 márciusának a közepén is alacsony oxigénszintet mutatott a gázanalizátor az utolsó aknának a bejárata alatt néhány méterrel.
A folytatásba az Ariadne Karszt- és Barlangkutató Egyesület két tagja ereszkedett le légzőkészülékkel. Sikerült elérniük a karsztvíz szintjét, ahol megfigyelték, hogy tovább folytatódik a járat a víz alatt. A gáz azonban továbbra is problémát jelentett. A gázt csak úgy tudták eltávolítani, hogy egy 60 milliméteres, nehezékkel ellátott gégecsövet eresztettek le addig, amíg lehetett és azt a fő szellőzőrendszerhez csatlakoztatták. Három nappal később már légzőkészülék nélkül el lehetett jutni a vízszintig. Egy-egy méter vastag, bentonit gátakkal lett elzárva a hat végpont, hogy az esetleg még nem feltárt járatokban maradt veszélyes anyaghoz ne jusson el a barlangon át befolyó víz. A kármentesítési munka ezzel gyakorlatilag véget ért.

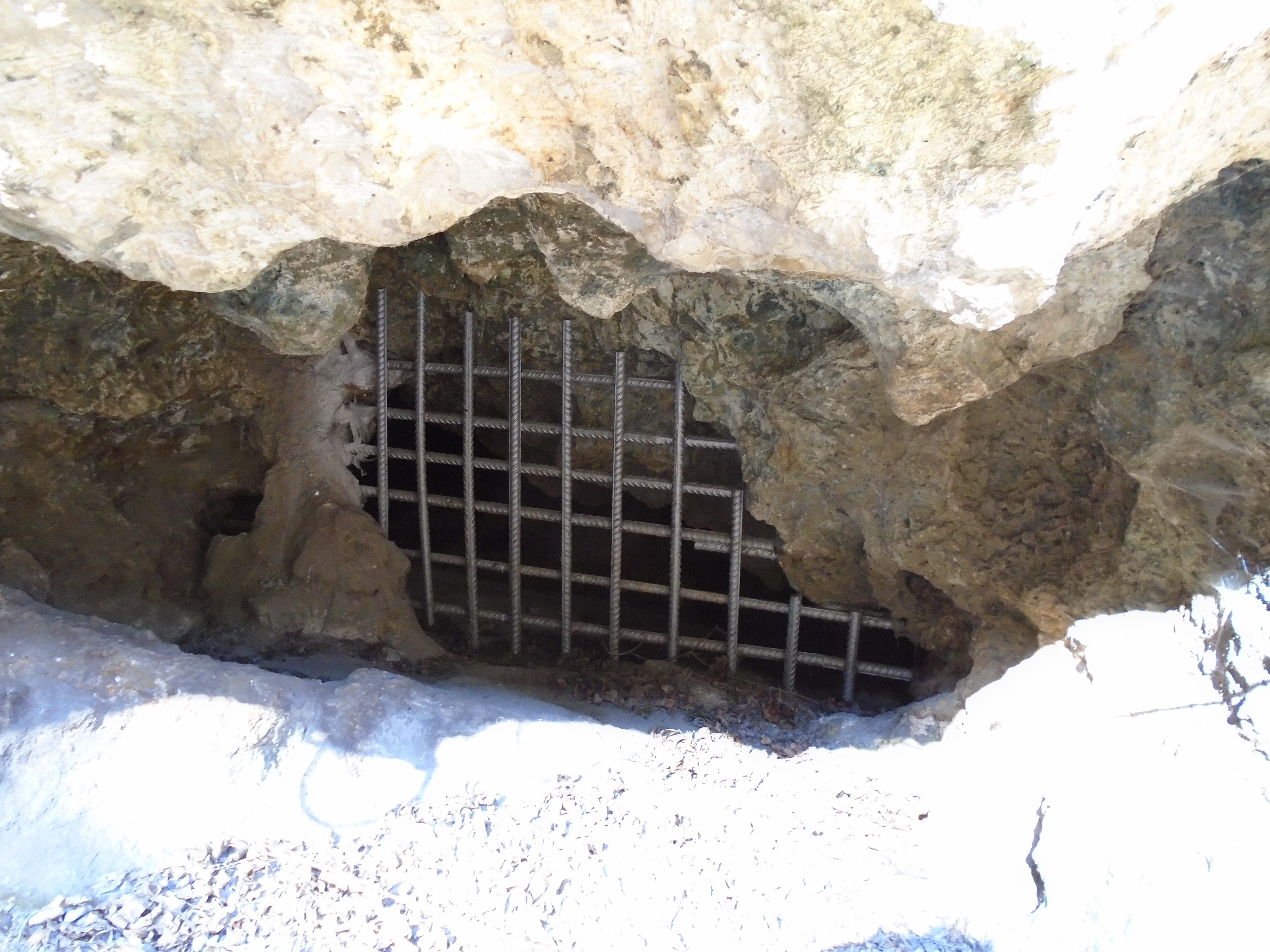
Az Amfiteátrum 3. sz. barlang lezárása

A 2011. évi Karszt és Barlangban megjelent tanulmányban az van írva, hogy az Amfiteátrum 3. sz. barlang volt 1967-ben a legjelentősebb barlang a kőbányában. A kőbányában kőfejtéskor megnyílt barlangok közül a legtöbb triász mészkőben keletkezett. A valószínűleg a miocénban történt vulkáni tevékenységkor elkezdődött, hidrotermális folyamatok miatt üregesedés és kalcitkiválás történt a hasadékok mentén. Ezt tektonikai mozgások követték, amelyeknek nyomai sok barlangban megtalálhatók. Majd megint hévizes feláramlások történtek, amelyeknek következménye megint üregesedés lett és emiatt jött létre a kőfejtő sok ürege. A Csókavári-barlang nevet kapta az Amfiteátrum 3. sz. barlangból, az Amfiteátrum 4. sz. barlangból, az Amfiteátrum 9. sz. barlangból és a Porhintő-barlangból álló rendszer. A kőbányában hét barlang található, amelyek közül a legjelentősebb a Csókavári-barlang és az Amfiteátrum-barlang. A Csókavári-barlang 285 méter hosszú és 65 méter függőleges kiterjedése a vízszintig a legfelső bejárattól, azaz a Porhintő-barlang bejáratától. A barlang eléri a karsztvíz szintjét és valószínűleg folytatódik a karsztvízszint alatt. Majdnem 300 méter hosszú járatrendszer vált ismertté a Csókavári-barlang és az Amfiteátrum 10. sz. barlang kitisztításakor.
Megoszlanak a vélemények a barlang hosszan tartó és költséges kármentesítésének a szükségéről. A legtöbben a gyors elfalazást tartották célszerűnek. Ez csak azért nem történt meg, mert ehhez nem járultak hozzá a munkában résztvevő barlangkutatók és a legilletékesebb szakhatóság úgy gondolta, hogy a legjobb megoldás a természetes, szennyeződésmentes állapotnak a visszaállítása, valamint a szakhatóság a lehetőségeihez képest ki is tartott, hogy ez az elképzelés megvalósuljon. Vannak, akik szerint gazdaságosabb megoldás lett volna a barlangrendszernek a drasztikus, egy tömbben való lefejtése. Ez azonban valószínűleg kétes kimenetelű és kockázatos lett volna, mert nem volt ismert a barlangrendszernek a teljes kiterjedése. A publikációhoz mellékelve lett 5 olyan fénykép, amelyek a Csókavári-barlangot és a barlang megtisztítását mutatják be. A tanulmányba bekerült a barlang 2011 októberében készült térképe. A Duna–Ipoly Nemzeti Park Igazgatóság működési területén lévő, 4810-7 kataszteri számú Csókavári-barlang, 2012. február 25-től, a vidékfejlesztési miniszter 4/2012. (II. 24.) VM utasítása szerint, megkülönböztetetten védett barlang. 2013. július 19-től a vidékfejlesztési miniszter 58/2013. (VII. 11.) VM rendelete szerint a Csókavári-barlang (Pilis hegység, Duna–Ipoly Nemzeti Park Igazgatóság működési területe) az igazgatóság hozzájárulásával látogatható.

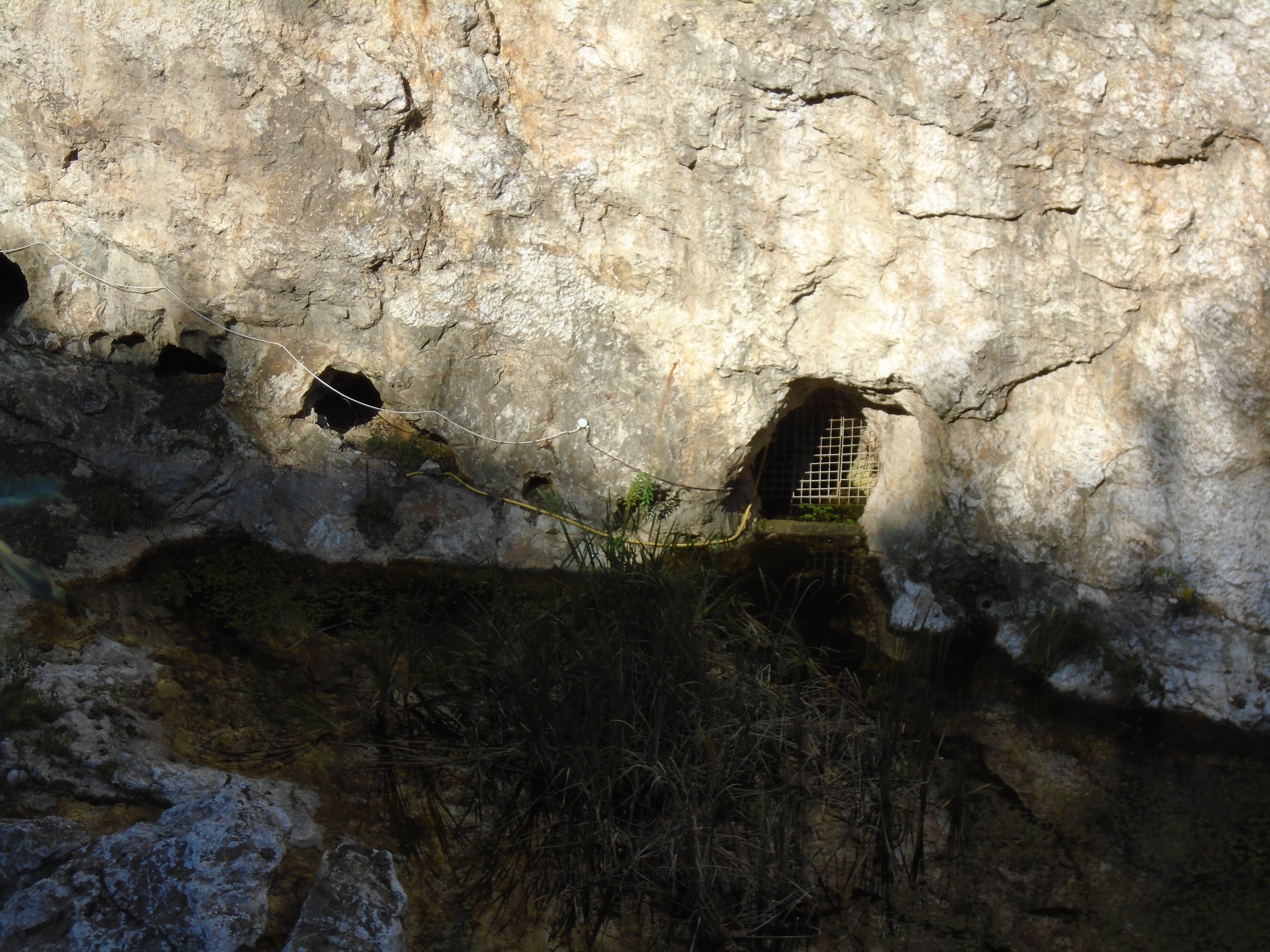
Balra az Amfiteátrum 9. sz. barlang két, kisebb bejárata és jobbra az Amfiteátrum 4. sz. barlang nagy bejárata látható

A 2013. évi Karsztfejlődésben publikált tanulmány szerint a gáztisztító masszát 1965 és 1976 között vitték a kőbányába. A Csókavári-kőfejtő oldalában tucatnyi kis barlangot tárt fel a kőbányászat. Mindegyik barlang termálkarsztos, azaz hipogén barlang, ezért szerteágazó járataikra semmi nem utal a felszínen. A bányászat előtt nem volt senkinek tudomása egyik barlangról sem. A barlangoknak a felfedezés, a feltárás sorrendjében adtak sorszámot. Közülük négy barlang, az Amfiteátrum 3. sz. barlang, az Amfiteátrum 4. sz. barlang, az Amfiteátrum 9. sz. barlang és a Porhintő-barlang jelenleg már összefüggő rendszert képez. Külön nevet kapott a három legnagyobb barlang, az Amfiteátrum-barlang, a Csókavári-barlang és a Porhintő-barlang a sorszámon kívül. A kőfejtő összes barlangjának van barlangkataszteri száma.
A kőbánya oldalában több helyen megfigyelhető a kis, különálló, 0,1–1,0 átmérőjű gömbfülkékben több centiméteres, szkalenoéderes kalcitkristály. Körülbelül nyolc centiméteres a legnagyobb ilyen kalcitkristály, amely a Porhintő-barlang mellett helyezkedik el. 1958-ban Leél-Őssy Sándor említette először a kis Amfiteátrum 3. sz. barlangot és a kis Amfiteátrum 4. sz. barlangot. Már régen ismert a Porhintő-barlang felső része. 2011-ben fedezték fel a Csókavári-barlang alsó, legértékesebb részét. Már 65 méter függőleges kiterjedésű és majdnem 300 méter hosszú. A több, új bejáraton át elindult légáramlás megtisztította a levegőt a Porhintő-barlang hasadékának felső szintjén. Ezért az jelenleg átjárható, nem úgy mint 1997-ben. A megtisztított barlang az ürömi önkormányzat kezelésébe került.
A kőfejtő alján össze szokott gyűlni az esővíz. A megemelkedő vízszint néha eléri a barlangbejáratot és azért, hogy a befolyó víz ne mossa ki a barlangban maradt szennyezőanyagot, egy csővezeték leszállítja egy bizonyos vízszint emelkedésnél az esővizet a barlang alján lévő karsztvízbe. Egy vízmintavevő szivattyú lett beépítve, amellyel ellenőrizni lehet a vízminőséget. A publikációban megjelent hét olyan fénykép, amelyen a Csókavári-barlang látható és a 2011. márciusi barlangtérkép-lap. 2021. május 10-től az agrárminiszter 17/2021. (IV. 9.) AM rendelete szerint a Csókavári-barlang (Pilis hegység, Duna–Ipoly Nemzeti Park Igazgatóság működési területe) az igazgatóság engedélyével látogatható. A 13/1998. (V. 6.) KTM rendelet egyidejűleg hatályát veszti.

## További irodalom
- Báldiné Beke Mária és V. Szinnyai Katalin szerk.: Üröm az idő sodrában. Üröm, 2010. 319 old. ISBN 978-963-06-9326-4
- Horváth János: Az ürömi Amfiteátrum-kőfejtő barlangjai. Kézirat. Budapest, 1967. november 19–29. Barlangtérképek fénymásolataival. Szpeleográfiai terepnapló mellékletei.
- –: BETE Barlangnapló. Kézirat. 1. köt. 1931–1938, 2. köt. 1939–1942.